# Junior Barros
Junior de Barros (sinh ngày 19 tháng 4 năm 1993) là một cầu thủ bóng đá người Brasil hiện đang thi đấu ở vị trí tiền đạo cho câu lạc bộ Visakha của Campuchia.
Anh từng thi đấu tại Việt Nam trong màu áo câu lạc bộ Thành phố Hồ Chí Minh ở mùa giải 2021.

## Sự nghiệp
Năm 2017, Junior Barros gia nhập câu lạc bộ Ventforet Kofu thi đấu tại J1 League.

## Thống kê sự nghiệp
Tính đến ngày 18 tháng 4 năm 2021
| Câu lạc bộ            | Mùa giải  | Giải vô địch quốc gia | Giải vô địch quốc gia | Giải vô địch quốc gia | Cúp quốc gia | Cúp quốc gia | Cúp Liên đoàn | Cúp Liên đoàn | Tổng cộng | Tổng cộng |
| Câu lạc bộ            | Mùa giải  | Hạng đấu              | Trận                  | Bàn                   | Trận         | Bàn          | Trận          | Bàn           | Trận      | Bàn       |
| --------------------- | --------- | --------------------- | --------------------- | --------------------- | ------------ | ------------ | ------------- | ------------- | --------- | --------- |
| Ventforet Kofu        | 2017      | J1 League             | 1                     | 0                     | 0            | 0            | 0             | 0             | 1         | 0         |
| Ventforet Kofu        | 2018      | J2 League             | 19                    | 11                    | 0            | 0            | 4             | 2             | 23        | 13        |
| Ventforet Kofu        | 2019      | J2 League             | 6                     | 0                     | —            | —            | 0             | 0             | 6         | 0         |
| Ventforet Kofu        | 2020      | J2 League             | 10                    | 4                     | —            | —            | —             | —             | 10        | 4         |
| FC Gifu (mượn)        | 2019      | J2 League             | 9                     | 0                     | —            | —            | 0             | 0             | 9         | 0         |
| Thành phố Hồ Chí Minh | 2021      | V-League 1            | 8                     | 1                     | —            | —            | —             | —             | 7         | 1         |
| Tổng cộng             | Tổng cộng | Tổng cộng             | 53                    | 16                    | 0            | 0            | 4             | 2             | 57        | 18        |